# Geometra smaragdus
Geometra smaragdus är en fjärilsart som beskrevs av Butler 1880. Geometra smaragdus ingår i släktet Geometra och familjen mätare. Inga underarter finns listade i Catalogue of Life.